# Asteroid Aten

Grupul de asteroizi Aten (prezentaţi în verde)

Asteroizii Aten sau asteroizii Aton reprezintă un grup de asteroizi din apropierea Pământului, numiți astfel după primul asteroid din grup care a fost descoperit (2062 Aten, descoperit la 7 ianuarie 1976 de către Eleanor F. Helin). Ei au semiaxele mari sub 1 UA (care este distanța de la Pământ la Soare). Deoarece orbitele acestor asteroizi pot fi foarte excentrice, orbita unui asteroid Aten nu trebuie să fie neapărat în întregime în interiorul orbitei Pământului, de fapt, aproape toți asteroizii cunoscuți din grupul Aten au afeliul mai mare de 1 UA, chiar dacă au semiaxele mari sub 1 UA. Observarea obiectelor inferioare față de orbita Pământului este dificilă și poate fi cauza apariției unor erori în preponderența aparentă a excentricităților asteroizilor Aten. 